# 阿爾圖菲耶沃站
阿爾圖菲耶沃站（俄語：Алтуфьево，羅馬化：Altufyevo，IPA：[ɐlˈtufʲjɪvə]）是莫斯科地鐵謝爾普霍夫－季米里亞澤夫線的一個車站，也是謝爾普霍夫－季米里亞澤夫線在北端的起點車站和整個莫斯科地鐵最北端的車站。阿爾圖菲耶沃站開通於1994年，日均客流量超過7萬人。